# 向德深
向德深（1558年2月27日（嘉靖三十七年二月初十）—1629年8月5日（崇禎二年六月十七）），和名越來親方朝首，童名松金，號花叟，琉球國第二尚氏王朝士族。他是向氏湧川殿內第五世，為尚宣威王的後裔。原姓「魏」。直到他死後的1691年，琉球王府將王族的分支統一改姓為「向」，他的唐名才被改為「向德深」。
向德深是向廷棟（見里按司朝復）的次子，為殷氏塩美津金所生。萬曆四年（1576年），天界寺失火，火勢蔓延至首里城的高世層理殿。群臣想要滅火，但由於高世層理殿高達數丈，沒有人敢攀登救火，只有向德深奮勇攀登，最終將火撲滅。尚永王嘉獎他的巨大功績，以之為下司爵。
向德深的兄長向德厚（見里按司朝副）於萬曆十年（1582年）去世，無嗣，遂由向德深繼承家督之位。尚寧王在位期間，於萬曆年間被授予西原間切內間地頭。
萬曆四十三年（1615年），全興盛（津堅親雲上盛則）提議開浚田場港，用來與日本通航。尚寧王任命向德深、全興盛為奉行役，擇吉起工。當時毛振薇（上江洲親雲上盛相）擔任具志川間切假地頭職，也奉命參與了這件事。毛振薇因身體不適，告假一旬，全興盛便斥責他不勤王事。毛振薇雖然十分憤怒，但畏懼全興盛的威勢，只得辭去假地頭職。於是全興盛告發毛振薇任意辭職，是侮慢的行為，連同其父毛鳳朝（讀谷山親方盛韶）一同罷官。由於毛鳳朝是三司官，驚動了薩摩藩藩主島津家久，家久派平田大久房、猿渡新助殿二人來琉球進行審問，無法得其是非曲直，於是將全興盛和毛鳳朝父子帶回鹿兒島城，從嚴審問，得知了全興盛惡逆的情形。由於向德深是全興盛的同僚，故而被削去了知行。
萬曆四十五年（1617年），攝政尚豐（佐敷王子朝昌）自鹿兒島歸國，照舊賜給向德深知行高百石。萬曆四十六年（1618年）春，因蒙仍賜知行，前往薩摩藩謝恩，同年秋歸國。
天啟二年（1622年），因三司官毛鳳儀（池城親方安賴）奉命出使中國，尚豐王命令向德深代理三司官職務。翌年，命上座於三司官，又轉授越來間切總地頭，蒙並加賜知行高百石，共計二百石。崇禎二年己巳六月十七日（1629年8月5日）卒，壽七十二。其子向佐國（越來親方朝但）繼任家督之位。